# 로비 브라이트웰
로비 브라이트웰(Robbie Brightwell, 본명: 로버트 이안 브라이트웰, Robert Ian Brightwell, MBE, 1939년 10월 27일 – 2022년 3월 6일)는 영국의 육상 선수이자 은메달리스트였다.

## 생애
브라이트웰은 영국 라지주 라왈핀디(현재 파키스탄 일부)에서 태어났지만 1946년 가족과 함께 영국으로 이주하여 슈롭셔주 텔퍼드 도닝턴에서 자랐다. 트렌치 세컨더리 모던 스쿨(Trench Secondary Modern School)에서 교육을 받았으며 그곳에서 수석 소년이 되어 많은 학교 달리기 기록을 세웠으며 지역 도닝턴 스위프츠(Donnington Swifts) 축구 팀에서 골키퍼로 뛰었다. 슈루즈버리 테크니컬 칼리지(Shrewsbury Technical College)에서 운동 훈련을 받고 영국 서리에 있는 티핀 보이스 스쿨(Tiffin Boys' School)에서 스포츠 마스터가 되었다.
400m 주자로 두각을 나타냈고, 그의 경력 동안 440야드와 400m 모두에서 영국 기록은 물론 유럽 400m 기록도 경신했다. 그는 1960년 로마 올림픽 개인 400m 결승에 간신히 진출하지 못했으며, 준결승에서 손으로 측정한 46초 1의 기록으로 4위를 기록했다. 그는 또한 남자 4x400 계주에서 닻 다리를 달렸고 영국 팀은 결승전에서 5위를 차지했다.
도쿄도에서 열린 올림픽 기간 동안 그는 영국 남자 올림픽 대표팀의 주장을 맡았다. 남자 4x400m 계주에서 마지막 단계를 달리던 그는 트리니다드 토바고의 웬델 모틀리(Wendell Mottley)를 제치고 미국의 헨리 카에 이어 2위를 차지했다. 개인 400m 종목에서 그는 4위를 차지했다.